# Erich Garske (Fußballtrainer)
Erich Garske (* 29. November 1911; † 30. Oktober 1982) war ein deutscher Fußballspieler und -trainer.

## Karriere
Der Verbindungsstürmer rückte 1932 aus der 96-Jungligamannschaft in die Gauligamannschaft auf. Er gewann mit Hannover 96 1935 die Meisterschaft in der Gauliga Niedersachsen und nahm an der Endrunde um die deutsche Fußballmeisterschaft teil. Er spielte an der Seite von Mitspielern wie Fritz Deike, Edmund Malecki, Erich Meng und Richard Meng. In der Gruppe II belegte er mit Hannover mit 8:4 Punkten hinter dem FC Schalke 04 den 2. Gruppenplatz. Er hatte alle sechs Gruppenspiele bestritten und ein Tor erzielt. Der auf Halbrechts agierende Garske war auch am 19. Mai 1935 im Heimspiel gegen den Eimsbütteler TV dabei, welches mit 9:3 gewonnen wurde, obwohl beim ETV mit Hans Rohde, Ernst Timm, Otto Lüdecke, Wilhelm Ahlers und Otto Rohwedder überregionale Könner im Einsatz gewesen waren. Zur Herbstserie 1935 schloss er sich Westfalia Herne an, kehrte aber noch in derselben Saison nach Hannover zurück. Ab März 1938 spielte er mehrere Jahre beim VfB 03 Bielefeld. Er gastierte während der Kriegsjahre bei Minerva 93 und in der Stadtauswahl Berlin sowie bei Wilhelmshaven 05. Später wurde er Spielertrainer der TuSpo Bad Münder.
Er war von 1947 bis 1948 Trainer von Arminia Hannover, dann beim VfL Schildesche und wurde als Trainer 1950 mit dem TSV Detmold Westdeutscher Amateurmeister, war danach mehrere Jahre im Saarland, zudem von 1959 bis 1960 Trainer von Bremerhaven 93 und von 1960 bis 1962 Trainer von Bayer 04 Leverkusen. Im August 1962 übernahm er den Trainerposten beim TuS Neuendorf in der Oberliga Südwest und begleitete das Team auch mit in die damals neue Regionalliga Südwest. Die 2:1-Niederlage bei Wormatia Worms am 1. September 1963 sollte jedoch sein letztes Spiel bei diesem Verein sein.
Danach ging er als Trainer zum damaligen Liga-Konkurrenten Sportfreunde Hamborn 07, sein erstes Spiel dort war am 9. August 1964 ein 1:1 bei Eintracht Duisburg. Das letzte Mal den Posten des Trainers innehatte er am 7. März 1965 beim 1:0-Heimsieg gegen Bayer Leverkusen. Im nächsten Spiel wurde er von Rudolf Lichtenberger abgelöst.
Mit Altona 93 in der Saison 1967/68 aus der Regionalliga Nord abgestiegen, betätigte sich Garske anschließend jahrelang im Hamburger Amateurfußball. Ein letztes Mal als Trainer überregional aktiv war er im Jahr 1980 als Trainer von Arminia Hannover ab dem 32. Spieltag der 2. Bundesliga Nord Saison 1979/80. Dieses Mal als Nachfolger von Joachim Röhl. Doch auch er konnte den Abstieg der zu dem Zeitpunkt schon stark abgeschlagenen Mannschaft aus der 2. Bundesliga Nord nicht mehr verhindern. Danach ist keine weitere Trainerstation von ihm bekannt. Er starb am 30. Oktober 1982.